# Aaron Younger
Aaron Younger (Perth, 1991. szeptember 25. –) háromszoros Magyar Kupa-győztes (2011, 2012, 2013)  ausztrál válogatott vízilabdázó bekk. 2012-ben az ausztrál válogatott tagjaként a 7. helyen végzett a nyári olimpiai játékokon. 2020 nyarán az olasz Pro Recco játékosa lett.

## Eredményei

### Klubcsapattal
vízilabda-bajnokság
- győztes  (3): 2016, 2017, 2019
- második hely (1): 2018
- harmadik hely (3): 2011, 2012, 2013

Magyar Kupa
- Győztes (6): 2011, 2012, 2013, 2016, 2017, 2019

LEN-bajnokok ligája
- Győztes (4): 2017, 2019,2021 ,2022

LEN-szuperkupa
- győztes (6): 2017, 2018,[2] 2019,[3] 2021, 2022, 2023